# کیک جنوایی
کیک جنوایی یا کیک ژنواز (به انگلیسی: Génoise cake) یکی از انواع کیک‌های اسفنجی ایتالیایی است که مواد اصلی آن را آرد، شکر، تخم‌مرغ تشکیل می‌دهد. نام این کیک از شهر جنوا گرفته شده که سبک آشپزی در این شهر در ارتباط نزدیک با غذاهای ایتالیایی و غذاهای فرانسوی است. در این نوع کیک از هیچ ماده شیمیایی جهت ورآمدن کیک استفاده نمی‌شود، و به جای آن از روش مخلوط کردن هوا در درون خمیر استفاده می‌شود.
کیک جنوایی کیکی است که تخم مرغ به‌طور کامل بکار می‌رود، و این بر خلاف برخی از انواع کیک اسفنجی است که تخم مرغ به‌طور جداگانه بهم زده می‌شود. گاهی هنگم بهم زدن تخم مرغ با شکر به ظرف آن کمی حرارت داده می‌شود ممکن است این حرارت از طریق پخت بن ماری یا نهادن ظرف تخم مرغ و شکر در آب گرم به دست بیاید. این کیک بیشتر چربی خود را از زرده تخم مرغ بدست می‌آورد اما در برخی از دستورالعمل‌ها کرهٔ ذوب شده قبل از پخت اضافه می‌شود. این کیک را می‌توان با جانشین کردن بخشی از آرد با کاکائو نیز تهیه کرد.